# 14439 Evermeersch
14439 Evermeersch è un asteroide della fascia principale. Scoperto nel 1992, presenta un'orbita caratterizzata da un semiasse maggiore pari a 2,9326301 UA e da un'eccentricità di 0,0834609, inclinata di 1,23024° rispetto all'eclittica.